# Per Wendelbo
Per Erland Berg Wendelbo, född 19 september 1927 i Oslo, död 25 september 1981 i Bergen, var en norsk botaniker och från 1965 prefekt och professor vid Göteborgs botaniska trädgård, samt professor vid Göteborgs universitet. 
Han skrev flera artiklar och avhandlingar om växter och dess systematik. Särskilt berömd är hans kartläggning av utbredningen av växter från Iran och Hindukush. I Göteborgs botaniska trädgård finns en lökträdgård till hans minne. 
Per Wendelbo var son till Sigrun Berg och dotterson till Paal Berg.